# Nicholas Smith
Nicholas John Smith (Banstead, Surrey, 5 de marzo de 1934 — Sutton, Surrey, 6 de diciembre de 2015), fue un actor, músico y cantante británico.

## Biografía
Nació en 1934 en Banstead, Surrey. Estudió en la Real Academia de Arte Dramático en Londres. Fue cantante y músico, tocaba piano, guitarra, trompeta, batería y otros instrumentos.
Se presentó en el escenario del West End, en el Bristol Old Vic y en Broadway. A finales de la década de 1980, actuó con la Royal Shakespeare Company.
De 1972 a 1985, Smith interpretó al Sr. Rumbold, el encargado de la sección de ropa de señoras y de caballeros de unos grandes almacenes en la comedia de la BBC Are You Being Served?, junto con John Inman, Mollie Sugden, Frank Thornton y Wendy Richard, entre otros, y en su secuela, Grace & Favour (1993-3).
Sus otros roles en la televisión incluyen papeles en Z-Cars, Doctor Misterio, The Frost Report, El Santo (1961) y Los vengadores (1962). Más recientemente, fue la voz de la excéntrica reverendo Clemente Coberturas en la película  Wallace y Gromit: la batalla de los vegetales en 2005. En 2008 se presentó como un vicario en Last of the Summer Wine.
Contrajo matrimonio con Mary Wall y fueron padres de la actriz Catalina Russell.
Falleció el 6 de diciembre de 2015 a los 81 años, tras siete semanas hospitalizado por un traumatismo craneal sufrido en una caída en su casa.

## Filmografía
Filmografía de cine y series de televisión de Nicholas Smith:
- 1961,  The Edgar Wallace Mystery Theatre  (serie de televisión)
- 1964,  Doctor Who (serie de televisión)
- 1966, The Wednesday Play
- 1966, The Frost Report
- 1967, Softly Softly
- 1967, The Avengers
- 1967, The Wednesday Play
- 1967, Another Day, Another Dollar
- 1967, Champion House
- 1968, Salt and Pepper
- 1961, Los vengadores (serie de televisión)
- 1968, The Fiction Makers
- 1962, El Santo  (serie de televisión)
- 1969, The Champions (serie de televisión)
- 1969, The First Churchills
- 1969, Paseo por el amor y la muerte
- 1969, The Flaxton Boys
- 1970, Up Pompeii
- 1970, Doctor in the House
- 1970, W. Somerset Maugham
- 1970, If It Moves, File It
- 1970, The Twelve Chairs
- 1971, Play of the Month
- 1971, The Liver Birds
- 1971, Budgie
- 1971, Paul Temple
- 1971, The Rivals of Sherlock Holmes
- 1971, Ace of Wands
- 1972, Spyder's Web
- 1972, I racconti di Canterbury
- 1973, Dr. Jekyll and Mr. Hyde
- 1974, Doctor in Charge
- 1975, Frankenstein and the Monster from Hell
- 1975, Z-Cars
- 1975, The Sweeney
- 1975, The Adventures of Sherlock Holmes' Smarter Brother
- 1977, Are You Being Served?
- 1992, Grace & Favour
- 1994, Martin Chuzzlewit
- 1996, The Real Adventures of Jonny Quest
- 1998, What Rats Won't Do
- 2001, Revolver
- 2004, Doctors
- 2005,   Wallace y Gromit: la batalla de los vegetales (actor de voz)
- 2006, Every Hidden Thing
- 2008, Last of the Summer Wine